# چایتسیتسه (استان اشوی‌داشکسیه)
چایتسیتسه (به لهستانی: Czajęcice) یک منطقهٔ مسکونی در لهستان است که در گمینا واشنگوو واقع شده‌است. چایتسیتسه ۲۵۰ نفر جمعیت دارد.